# Canicule de 2015 en Inde
La vague de chaleur de 2015 en Inde est un évènement météorologique ayant touché une large partie de l'Inde à la fin du mois du mai 2015. Cette canicule a fait à la date du 31 mai, au moins 2 000 morts notamment dans les États de l'Andhra Pradesh et du Telangana.
Elle survient dans une année très troublée au plan météorologique après les pluies hors saison de mars 2015 dans le nord de l'Inde (en) et avant les inondations dans le sud en novembre-décembre.

## Zones affectées
| État               | Nombre de morts | À la date du |
| ------------------ | --------------- | ------------ |
| Andhra Pradesh     | 1 490           | 29 mai 2015  |
| Telangana          | 489             | 29 mai 2015  |
| Odisha             | 43–67           | 27 mai 2015  |
| Uttar Pradesh      | 22              | 30 mai 2015  |
| Bengale occidental | 13              | 27 mai 2015  |
| Gujarat            | 10              | 28 mai 2015  |
| Madhya Pradesh     | 10              | 29 mai 2015  |
| Delhi              | 5               | 27 mai 2015  |
| Maharashtra        | 2               | 27 mai 2015  |
| Rajasthan          | 2               | 25 mai 2015  |
| Chhattisgarh       | 1               | 25 mai 2015  |
| Bihar              | 1               | 29 mai 2015  |
| Karnataka          | 1               | 30 mai 2015  |
| Total              | 2 100           | 31 mai 2015  |

## Records de températures
| Date        | Lieu                                 | Température |
| ----------- | ------------------------------------ | ----------- |
| 21 mai 2015 | Jharsuguda                           | 45,4 °C     |
| 21 mai 2015 | Hyderabad                            | 46 °C       |
| 24 mai 2015 | Allahabad                            | 47,7 °C     |
| 24 mai 2015 | Khammam                              | 48 °C       |
| 25 mai 2015 | Aéroport international Indira-Gandhi | 46,4 °C     |
| 27 mai 2015 | Daltonganj                           | 47,0 °C     |
| 29 mai 2015 | Palamau                              | 47,0 °C     |
| 29 mai 2015 | Chandrapur                           | 47,6 °C     |
| 30 mai 2015 | Nagpur                               | 47,1 °C     |

| Khammam (48 °C) Allahabad (47,7 °C) Hyderabad (46 °C) Delhi (45,5 °C) Jharsuguda (45,4 °C) Chandrapur (47,6 °C) Nagpur (47,1 °C) Aéroport international Indira-Gandhi (46,4 °C) |